# Tratado de los Toros de Guisando

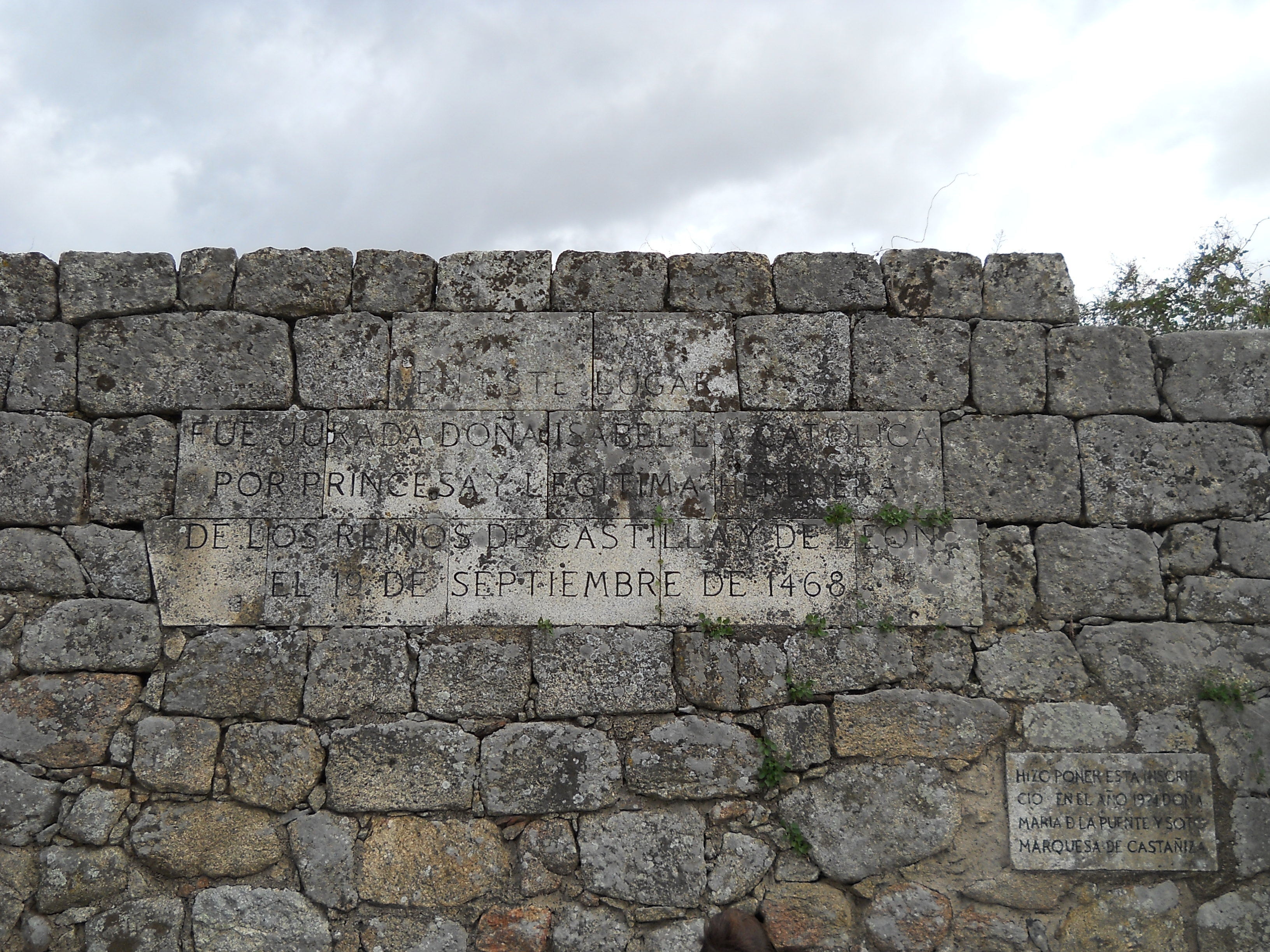
Inscripción que recuerda el tratado

Tratado, Jura o Concordia de los Toros de Guisando son denominaciones historiográficas para una reunión que tuvo lugar el 18 o 19 de septiembre de 1468 en el cerro de Guisando (junto a los Toros de Guisando, un conjunto de toros o verracos de piedra de origen prerromano, en la actual localidad abulense de El Tiemblo), y al acuerdo que en ella se alcanzó entre el rey de Castilla Enrique IV y su medio hermana Isabel. Por tal jura, esta era proclamada princesa de Asturias y reconocida como heredera legítima del trono de Castilla. Algunos historiadores discuten su veracidad,[cita requerida] atribuyendo su presencia en los textos posteriores al propósito de legitimar la sucesión, dado que no se ha conservado ningún documento original.

## Historia
Los primeros enfrentamientos que conducirían a la Guerra de Sucesión Castellana habían comenzado en 1464, cuando un grupo de nobles se había rebelado con la intención de hacer abdicar al rey y deponer a su valido, Beltrán de la Cueva. Los nobles rebeldes llegaron a realizar una ceremonia (la Farsa de Ávila de 1465) en la que depusieron simbólicamente a Enrique IV y entronizaron en su lugar a su medio hermano Alfonso. La muerte del infante en julio de 1468 convirtió a la medio hermana de Enrique, Isabel, en la candidata de los nobles rebeldes. Sin embargo, la infanta prefirió pactar con su medio hermano, utilizando como mediador a Antonio de Véneris. Tras unas vistas realizadas en Castronuevo, se llegó a un acuerdo preliminar, por el que finalizaría la guerra. Ese fue el acuerdo que se formalizó ante los Toros de Guisando. Mediante tal tratado o concordia, todo el reino volvía a la obediencia del rey y a cambio Isabel pasaba a ser princesa de Asturias y recibía un amplio patrimonio. El matrimonio de la princesa debía realizarse solo con el consentimiento previo del rey. Juana, la hija de Enrique IV, quedaba desplazada de la posible sucesión, al declararse nulo el matrimonio del rey y la reina.[cita requerida]
Sin embargo, la boda de Isabel con Fernando, el heredero del trono aragonés, celebrada en 1469 en Valladolid y que no contaba con la aprobación del rey, motivó el repudio de la Concordia por Enrique IV. El rey reconoció nuevamente los derechos de su hija Juana en la Ceremonia de la Val de Lozoya (25 de noviembre de 1470).

Es sabido que Enrique IV, muerto su hermano el Príncipe D. Alonso, mandó jurar Princesa y heredera de sus reinos a la Infanta Doña Isabel el 19 de Setiembre de 1468 en la venta de los Toros de Guisando. Concurrieron a esta ceremonia, que tanto pesó en la balanza de la fortuna de España, muchos prelados y caballeros que con el Rey estaban. Un pueblo innumerable fue testigo de aquella solemnidad, a la cual faltó para ser completa la presencia de los procuradores de las ciudades y villas del reino.
Subsanaron la falta las Cortes de Ocaña de 1469, pues según la carta que la Princesa Doña Isabel escribió a Enrique IV, cuando ya meditaba el Rey el rompimiento con su hermana, después en la villa de Ocaña por mandado de vuestra señoría, otros muchos prelados e procuradores de las cibdades e villas... lo juraron, segund que vuestra señoría bien sabe, e a todos es notorio.
Confirmada la jura de la Princesa en las Cortes inmediatas, se desvanecen todos los escrúpulos acerca del derecho de sucesión en la Corona que asistía a doña Isabel; derecho declarado por el único tribunal competente, que no pudo invalidar la jura posterior de doña Juana, hija presunta del Rey, en el Ayuntamiento de grandes, prelados y caballeros de Val-de-Lozoya, porque no se reunieron allí los tres estados del reino, como era necesario, para anular la concordia de los Toros de Guisando.
Manuel Colmeiro, Introducción a Cortes de los antiguos Reinos de León y de Castilla, Parte Segunda, Capítulo XXI